# Institut für Transport- und Verkehrsrecht
Das Institut für Transport- und Verkehrsrecht (ITVR) an der Universität Mannheim dient der Koordination und Zusammenführung von Lehr- und Forschungsarbeit in transport- und logistikrechtlichen Fragen.

## Geschichte
Die Wurzeln des heutigen Instituts reichen bis in die 1970er Jahre zurück. Bereits damals wurde in Kreisen des Binnenschifffahrtsrechts der Wunsch der Institutionalisierung der Forschung in diesem Rechtsgebiet immer wieder vorgetragen. Der erste Versuch einer Institutsgründung im Jahr 1970, angeregt durch den damaligen Amtsgerichtsdirektor und spätere Landgerichtspräsident Dr. Ludwig Specht, scheiterte zwar, doch aufgrund der ab 1975 initiierten, erfolgreichen und seitdem regelmäßig durchgeführten Tagungen für Binnenschifffahrtsrecht verdeutlichte sich die Absicht von Mitgliedern der Fakultät als auch Vertretern der Praxis des Binnenschifffahrtsrechts und des Binnenschifffahrtsgewerbes hinsichtlich der Koordination der Forschung in diesem Rechtsgebiet. Im Jahr 1996 wurde dann schließlich das Institut für Binnenschifffahrtsrecht an der Universität Mannheim – das Vorgängerinstitut zum heutigen Institut für Transport- und Verkehrsrecht – gegründet.
Zum Anfang des Jahres 2010 ist das Institut für Transport- und Verkehrsrecht aus der Forschungsstelle für Europäisches Transport- und Verkehrsrecht und dem Institut für Binnenschifffahrtsrecht entstanden. Damit besteht das heutige Institut aus zwei Abteilungen – Allgemeines Transport- und Verkehrsrecht und Binnenschifffahrtsrecht. In Ansehung des Umstands, dass das Binnenschifffahrtsrecht ein Rechtsgebiet hoher Komplexität und Relevanz ist, sollte durch die Umstrukturierung der Stellenwert des Binnenschifffahrtrechts nicht geschmälert, dennoch aber auch in den Kontext eines verkehrsträgerübergreifenden Ansatzes gesetzt werden. Diesem Umstand trägt die Umstrukturierung des Instituts im Jahre 2010 Rechnung und verbreitert somit den Aufgabenbereich in der europäischen binnenschifffahrts- als auch allgemeinverkehrsrechtlichen Forschung.
Angegliedert an das Institut für Transport- und Verkehrsrecht war seit Beginn eine Juniorprofessur für Bürgerliches Recht mit Schwerpunkt Transportrecht. Im Jahr 2020 wurde sodann daraus ein Lehrstuhl für Bürgerliches Recht mit Schwerpunkt Transportrecht eingerichtet. Seit Dezember 2020 wird dieser von Professor Dr. Andreas Maurer bekleidet, welcher zuvor seit 2014 die Juniorprofessur innehatte.

## Lehre
Am Institut für Transport- und Verkehrsrecht werden in jedem Semester verschiedene Lehrveranstaltungen angeboten. Dazu gehören neben Vorlesungen aus dem regulären Lehrbetrieb auch zusätzliche Seminare und Vorlesungen zu Themenbereichen aus dem Transportrecht, beispielsweise dem Eisenbahnregulierungsrecht.

## Forschung
Das Institut arbeitet zu sämtlichen transport- und logistikrechtlichen Fragen. Der Standort Mannheim bedingt zwar einen besonderen Fokus auch und gerade auf das Binnenschifffahrtsrecht, das Institut verfolgt aber bewusst einen verkehrsträgerübergreifenden Ansatz. Die transportrechtlichen Forschungsaktivitäten erstrecken sich auch auf die Rechtsprobleme in komplexen Logistiknetzwerken, den Bereich des Transportversicherungsrechts und haben durchgehend einen starken internationalen Bezug.
Im Kontext der Forschung hat das Instituts für Transport- und Verkehrsrecht zahlreiche binnenschifffahrts- und transportrechtliche Beiträge publiziert, darunter Kommentierungen, Aufsätze und auch Stellungnahmen zu aktuellen Gesetzesentwürfen. Damit wird das Werk des 1996 gegründeten Instituts für Binnenschifffahrtsrecht fortgesetzt, welches Schriftenreihen, Sammelbände zu Tagungen und Dissertationen zum Binnenschifffahrtsrecht umfasst.
Hier eine Übersicht von Beiträgen des Instituts für Transport- und Verkehrsrecht:
- Schmidt-Fromme, Marie-Lena: Die Pflichten des Personenbeförderers – in Frankreich, Deutschland, Europa und im internationalen Einheitsrecht.[2]
- Kuhlen, Lothar: Haftung des Binnenschifffahrts- im Vergleich zum Seerecht[3]
- Kuhlen, Lothar: Rechtliche Fragen der Passagierschifffahrt auf Binnenwasserstraßen[4]
- Schäfer, Carsten: Internationale Aspekte der Binnenschifffahrt[5]
- Riedel, Eibe: Das österreichische Binnenschifffahrtsrecht[6]
- Maurer, Andreas/Kümper, Hiram: 150 Jahre Mannheimer Akte[7]

## Kooperationen
Das Institut wird von der Gesellschaft zur Förderung des Binnenschifffahrtrechts an der Universität Mannheim e.V. (GBM) unterstützt, welche im Jahr 1993 gegründet wurde. Die GBM hat initiativ mitgewirkt, das Institut für Verkehrs- und Transportrecht an der Universität Mannheim aufzubauen und hat somit einen ihrer Tätigkeitsschwerpunkte in der Unterstützung des Instituts auf organisatorischer und finanzieller Ebene.
Eine enge Zusammenarbeit im Bereich des Binnenschifffahrtsrechts besteht seit April 2005 darüber hinaus auch mit der Zentralkommission für die Rheinschifffahrt (ZKR), Straßburg. Diese Kooperation liegt vor allem im Aufbau und der Modernisierung der Rechtsprechungsdatenbanken IWT-LAW.eu. Die Berufungskammer der ZKR veröffentlicht ihre Rechtsprechung in der Datenbank der Abteilung. Die Datenbank dient somit als Veröffentlichungsorgan für Entscheidungen der ZKR.
Weiterhin steht das Institut mit Verbänden, Vereinen, wissenschaftlichen Instituten, nationalen und internationalen Institutionen der Binnenschifffahrt sowie des allgemeinen Transportrechts in Kontakt.

## Veranstaltungen
Das Institut veranstaltet in einem regelmäßigen Turnus Tagungen und Vorträge für universitätsinternes als auch außeruniversitäres Publikum der Wissen-, Anwalt- und Richterschaft sowie der Politik.

### Mannheimer Transportrechtstag
Der Mannheimer Transportrechtstag ist eine jährlich stattfindende Tagung des Instituts zu aktuellen Entwicklungen im Transportrecht und zu rechtlichen Fragen der Transportwirtschaft. Das seit 2016 stattfindende Tagungsformat ist ein Forum für transportrechtliche Fragestellungen, Referenten aus Praxis und Wissenschaft sprechen über aktuelle Entwicklungen im Transportrecht und rechtliche Fragen der Transportwirtschaft.

### Mannheimer Tagung für Binnenschifffahrtsrecht
Seit 1975 findet die Tagung für Binnenschifffahrtsrecht in einem dreijährigen Turnus hinsichtlich aktueller Themen des Binnenschifffahrtsrechts an der Universität Mannheim statt. Die erste Tagung fand bereits am 11./12. Juni 1975 im Rosengarten in Mannheim statt.
Die 15. Mannheimer Tagung für Binnenschifffahrtsrecht war dem 150. Jubiläum der Unterzeichnung der Revidierten Rheinschifffahrtsakte vom 17. Oktober 1868, kurz auch: „Mannheimer Akte“, gewidmet. Neben der Tagung wurde zu diesem Anlass die Akte nach Mannheim verbracht und im Schlossmuseum für sechs Wochen ausgestellt sowie eine Festschrift herausgegeben.

## Ressourcen

### Bibliothek
Die Abteilung Binnenschifffahrtsrecht des Instituts für Transport- und Verkehrsrecht unterhält eine Präsenzbibliothek mit über 5000 Bänden zum Binnenschifffahrtsrecht in den Räumen der Hasso-Plattner-Bibliothek im Ehrenhof des Mannheimer Schlosses im 5. Obergeschoss. Damit gehört sie zu einer der größten Bibliotheken im Bereich des Binnenschifffahrtsrechts weltweit. Darüber hinaus steht ebenso ein umfangreicher Bestand zum allgemeinen Transportrecht zur Verfügung.

### Datenbanken
Das Institut betreibt zwei Datenbanken IWT-LAW.EU und Transportnormen.de, welche der zentralen Zusammenstellung transportrechtlicher Urteile und Normen dienen.
Die Datenbank iwt-law.eu ist eine digitale, kostenfrei nutzbare Rechtsprechungssammlung zu nationalen und internationalen Urteilen im Binnenschifffahrtsrecht. Sie beinhaltet eine umfassende Sammlung der aktuellen Rechtsprechung zum Binnenschifffahrtsrecht. Die Datenbank dient zugleich als Veröffentlichungsorgan der Entscheidungen der Berufungskammer der Zentralkommission für die Rheinschifffahrt (ZKR) in Straßburg, mit welcher das Institut seit April 2005 kooperiert.
Die Datenbank Transportnomen.de ist eine umfassende Normensammlung zu transportrechtlichen Rechtsquellen der Bereiche Eisenbahnrecht, Binnenschifffahrtsrecht, Straßengüterverkehrsrecht, Transportversicherungsrecht, Seeschifffahrtsrecht, Luftverkehrsrecht und Speditionsrecht. Sie umfasst Normen aus dem Nationalen, Internationalen und EU-Recht sowie Bedingungswerke.